# Niha
Niha (en árabe نيحا ) es una localidad de la gobernación del Monte Líbano, en el distrito de El Chouf, Líbano. 

## General
Abarca una superficie de 2.750 hectáreas (27.500m²), se encuentra a 68 kilómetros de Beirut con una altitud entre 1.050 y 1.850 metros; la población no excede de 3.500 personas. Sólo existen dos escuelas públicas en la localidad. Se le reconoce por sus sotos de olivos y su producción de uvas, manzanas, ciruelas y almendras. Sus atracciones turísticas son la iglesia de San José, la fuente El Qa'ah, el sepulcro del profeta Job y la fortaleza de Niha. El idioma local es árabe con acento libanés. Existe un cantante de renombre nacional e internacional, originario de Niha, llamado Wadih Al Safi. 

## Etimología
Niha, es una palabra de origen siríaco que significa tranquilo, plácido, relajado.
Cuatro localidaes libanesas llevan también el nombre de Niha: Niha (Chouf), Niha (Zahlé), Niha (Batroun) y Niha (Tiro).

## Historia
De acuerdo con una leyenda drusa, la estructura que vigila el pueblo de Niha desde una colina, aloja la tumba del profeta Job.
Por las maravillas que alberga, Niha es uno de los destinos más conocidos y visitados por los drusos del Chouf y el resto de Líbano. Hay muchas formaciones geológicas, tanto cuevas naturales como las construidas por el hombre antiguo. Una de ellas es la cueva-fortaleza tallada en un risco durante las famosas Cruzadas, entre los años 1165 y 1260. Se llama Castillo de Niha o Shakif Tiro. De acuerdo con la memoria popular, el príncipe Fakhreddine El Ma’ani II se refugió en esta cueva cuando huía de los otomanos en 1635. Sin embargo, versiones más exactas relacionan estos eventos con el padre del príncipe, Korkomaz, en 1584.

### Atracciones turísticas
- Iglesia de San Jorge كنيسة مار جرجس
- Iglesia de San José كنيسة مار يوسف
- La fortaleza de Niha قلعة نيحا
- El sepúlcro del profeta Job مقام النبي أيوب
- Sarcófagos misteriosos نواويس
- La fuente El Qa'ah عين القاعة